# Утлегарь
Утле́гарь (от нидерл. uitleggen — буквально «удлинять») — добавочное рангоутное дерево, служащее продолжением бушприта вперёд и вверх. Иногда к утлегарю в качестве его продолжения крепят бом-утлегарь — равноценное рангоутное дерево, являющееся продолжением утлегаря.
Утлегарь вместе с бушпритом служит для выноса вперёд добавочных прямых парусов — блиндов и косых — кливеров и стакселей. Тот кливер, который находится впереди других кливеров и прикрепляется к снасти (бом-кливер-леер), идущий от топа фок-мачты к утлегарю называют «бом-кливером».
Утлегарь крепят к бушприту при помощи бушпритного эзельгофта и специальных железных деталей — бугелей. Растягивают утлегарь с боков утлегарь-бакштагами и снизу для уравновешивания натяжения штагов и лееров фок-мачты — утлегарь-штагом (или мартин-штагом). Точно так же бом-утлегарь укрепляют снизу бом-утлегарь-штагами (от конца бом-утлегаря к корпусу судна), а с боков — бом-утлегарь-бакштагами (от конца бом-утлегаря к борту судна).
Частью стоячего такелажа утлегаря являются также утлегарь-перты, на которых стоят люди при креплении парусов.